# Dip

Různé druhy čatní

Dip, nebo také namáčka (anglicky namočit) je omáčka podávaná samostatně, do které se v průběhu konzumace namáčí kousky jídla, např. sýr, falafel, bramborové či tortilové čipsy. Klasická omáčka se proti tomu podává již přelitá přes pokrm.
Základ dipu tvoří většinou jogurt, zakysaná smetana, crème fraîche nebo majonéza. Jako dip lze ale podávat i ocet, med, čokoládu, olivový olej či samotný kečup, hořčici nebo majonézu.

## Příklady
- Aioli – česneková majonéza
- Baba ganuš – dip z lilku, oblíbený ve východním Středomoří a jižní Asii
- Bagna càuda – omáčka z česneku, ančoviček, oleje a mléka z italského Piedmontu
- Čatní – mnoho variant, původem z Indie, díky kolonizaci oblíbené ve Velké Británii
- Grilovací omáčky rozličného složení
- Guacamole – mexický dip z avokáda, cibule a chilli papriček
- Hořčice
- Hummus – levantinský dip z cizrny a tahiny
- Chile con queso – rozpuštěný sýr s chilli, používaná v texaské a mexické kuchyni
- Kečup
- Marinara – italská omáčka na těstoviny
- Muhammara – blízkovýchodní dip z paprik a ořechů
- Nước chấm – vietnamská kořeněná omáčka, poměrně často se také používá jako koření, kdy vlastně nahrazuje sůl
- Salsa
- Tatarská omáčka – majonéza s kořením a nadrobno nasekanou zeleninou
- Tzatziki – řecká omáčka z řeckého jogurtu, okurek, kopru, česneku, olivového oleje, pepře a soli